# Биси ле Поа
Биси ле Поа (фр. Bussy-lès-Poix) насеље је и општина у североисточној Француској у региону Пикардија, у департману Сома која припада префектури Амјен.
По подацима из 2011. године у општини је живело 93 становника, а густина насељености је износила 21,14 становника/km². Општина се простире на површини од 4,4 km². Налази се на средњој надморској висини од 175 метара (максималној 178 m, а минималној 99 m).

## Демографија
| 1962. | 1968. | 1975. | 1982. | 1990. | 1999. | 2011. |
| ----- | ----- | ----- | ----- | ----- | ----- | ----- |
| 90    | 101   | 96    | 88    | 88    | 89    | 93    |

График промене броја становника у току последњих година